# Уимс Чартерис, Фрэнсис, 7-й граф Уимс
Фрэнсис Уимс Чартерис, де-юре 7-й граф Уимс (англ. Francis Wemyss-Charteris, de jure 7th Earl of Wemyss; 21 октября 1723 — 24 августа 1808) — шотландский дворянин и землевладелец.

## Биография
Родился 21 октября 1723 года. Второй сын Джеймса Уимса, 5-го графа Уимса (1699—1756), и его жены Джанет Чартерис (? — 1778), дочери полковника Фрэнсиса Чартериса и Хелен Суинтон. Он родился с именем Фрэнсис Уимс, но 24 февраля 1732 года он юридически изменил его на Фрэнсис Уимс Чартерис, приняв девичью фамилию своей матери по наследству поместий своего деда по материнской линии полковника Чартериса.
Его старший брат Дэвид Уимс, лорд Элхо и де-юре 6-й граф Уимс (1721—1787), был замешан в восстании якобитов 1745 года и был лишен титула и поместий в 1746 году. Он умер бездетным в 1787 году, и Фрэнсис Чартерис мог бы стать 7-м графом Уимсом, если бы не лишение прав. Однако он все равно принял графский титул.
В 1756 году он поручил Айзеку Уэру построить монументальный Эмисфилд-хаус на участке, купленном его бабушкой по материнской линии и названном в честь ее родного поместья Эмисфилд . Затем он поручил Джону Хендерсону перестроить дом в 1784 году, купив в 1781 году Госфорд-хаус, в котором он проживал во время строительных работ. Когда дом Эмисфилд был готов к повторному заселению, Чартерис поручил Роберту Адаму переделать весь дизайн Госфорд-хауса.
Фрэнсис Чартерис скончался в августе 1808 года в возрасте 84 лет и похоронен в мавзолее Уимс (огромная каменная пирамида) недалеко от Госфорд-хауса, поместья, которое он приобрел в 1781 или 1784 году (в зависимости от источника). Граф — единственный член семьи, похороненный в мавзолее. Его внук Фрэнсис добился отмены конфискации титулов в 1826 году и стал 8-м графом Уимсом.

## Семья
12 сентября 1745 года Фрэнсис Уимс Чартерис женился на леди Кэтрин Гордон (2 декабря 1723 — 21 января 1786), второй дочери Александра Гордона, 2-го герцога Гордона, и леди Генриетты Мордаунт. У супругов было пятеро детей:
- Леди Фрэнсис Чартерис (1754—1848), в 1799 году вышедшая замуж за преподобного Уильяма Трейла
- Фрэнсис Уимс Чартерис, лорд Элхо (31 января 1749 — 20 января 1808)[7]
- Леди Хелен Чартерис
- Уолпол Чартерис
- Леди Энн Чартерис.